# Nature Coast

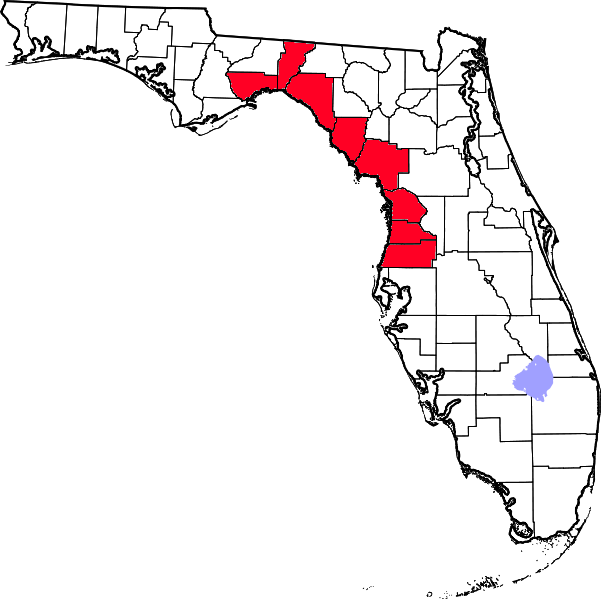
Localisation de la Nature Coast.

La Nature Coast (« Côte de la Nature ») est une région du nord-ouest de la Floride aux États-Unis.

## Étymologie
Le nom a été donné à la région à la suite d'un vote organisé par le gouverneur de Floride. La richesse de la nature dans la région a favorisé ce choix,.

## Description
La Nature Coast est localisée près de la Big Bend Coast et englobe les comtés de Citrus, Dixie, Hernando, Jefferson, Pasco, Levy, Taylor et Wakulla.
Certains considèrent toutefois que le comté de Pasco appartient plutôt à la région de la Florida Suncoast.

## Tourisme
La zone abrite de nombreux parcs au sites culturels comme le Parc archéologique d'État de Crystal River, le Crystal River National Wildlife Refuge, le Crystal River Preserve State Park, le Homosassa Springs Wildlife State Park, le Lake Rousseau, le Ted Williams Baseball Museum, le Withlacoochee State Trail, le Site historique d'État de Yulee Sugar Mill Ruins, le May-Stringer House, le Letchworth Mounds, le Cedar Key Museum State Park, le Cedar Key Scrub State Reserve, le Cedar Keys National Wildlife Refuge, le Parc d'État de Fanning Springs, le Manatee Springs State Park, le Waccasassa Bay Preserve State Park, le Rainbow Springs State Park, le Pioneer Florida Museum, le Forest Capital Museum State Park, le Bald Point State Park, le Bradwell Bay Wilderness, l’Edward Ball Wakulla Springs State Park, l’Ochlockonee River State Park, le San Marcos de Apalache Historic State Park, le St. Marks National Wildlife Refuge et le Tallahassee-St. Marks Historic Railroad Trail State Park.